# Pronous
Pronous Keyserling, 1881 è un genere di ragni appartenente alla famiglia Araneidae.

## Etimologia
Il nome deriva dal greco πρόνοος, prònoos, cioè prudente, accorto, cauto, per il modo di cacciare all'agguato.

## Distribuzione
Le 16 specie oggi note di questo genere sono state rinvenute prevalentemente in America centrale e meridionale: la specie dall'areale più vasto è la P. tuberculifer reperita in varie località della zona compresa fra la Colombia e l'Argentina. Appartengono a questo genere anche due endemismi di altri continenti: la P. affinis reperita in Malaysia e la P. tetralobus del Madagascar.

## Tassonomia
L'attribuzione della sottofamiglia di appartenenza è ancora dubbia, tanto da far ritenere il genere di classificazione incerta.
Considerato un sinonimo anteriore di Zigana Chamberlin & Ivie, 1936, a seguito di un lavoro dell'aracnologo Levi (1995b).
Dal 2002 non sono stati esaminati esemplari di questo genere.
A maggio 2014, si compone di 16 specie:
1. Pronous affinis Simon, 1901 — Malesia
2. Pronous beatus (O. P.-Cambridge, 1893) — dal Messico alla Costa Rica
3. Pronous colon Levi, 1995 — Costa Rica
4. Pronous felipe Levi, 1995 — Messico
5. Pronous golfito Levi, 1995 — Costa Rica
6. Pronous intus Levi, 1995 — dalla Costa Rica al Brasile
7. Pronous lancetilla Levi, 1995 — Honduras
8. Pronous nigripes Caporiacco, 1947 — Guyana
9. Pronous pance Levi, 1995 — Colombia
10. Pronous peje Levi, 1995 — Costa Rica, Panama
11. Pronous quintana Levi, 1995 — Messico
12. Pronous shanus Levi, 1995 — Panama
13. Pronous tetralobus Simon, 1895 — Madagascar
14. Pronous tuberculifer Keyserling, 1881[2] — dalla Colombia all'Argentina
15. Pronous valle Levi, 1995 — Colombia
16. Pronous wixoides (Chamberlin & Ivie, 1936) — Panama, Colombia, Ecuador